# Dret

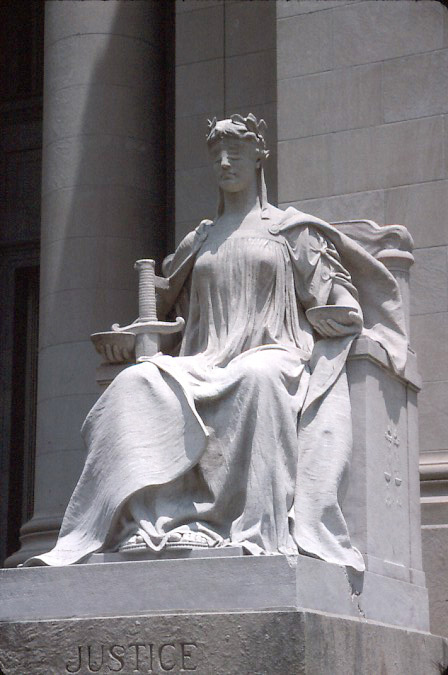
La representació de la deessa justícia mostra a la deessa equipada amb tres símbols del dret: l'espasa simbolitza el poder coercitiu de l'estat; la balança simbolitza l'equilibri entre els drets dels litigants; i la bena sobre els ulls representa la imparcialitat.

El dret és un ordre jurídic que s'expressa normativament (conjunt de normes) per regir una societat, regular-ne la conducta i resoldre'n els conflictes inspirats en els postulats de la justícia. L'estudi del concepte del dret el fa una branca anomenada filosofia del dret. La paraula dret deriva de la veu llatina "directum", que significa "el que està conforme a la regla, a la llei, a la norma", o com expressa Villoro Toranzo, "el que no es desvia ni a un costat ni cap altre."
Ara bé, aquesta associació s'afirma definitivament quan la paraula vulgar "directum" suplanta l'antiga llatina, d'origen desconegut "ius", fenomen que es podria haver produït per la influència judeocristiana, determinant la formació de la paraula en les llengües romàniques: diritto, en italià; direito, en portuguès; dreptu, en romanès; droit, en francès; al seu torn, right, en anglès; recht en alemany i en neerlandès, on han conservat la seva significació primigènia de "recte" o "rectitud".
El dret objectiu es pot definir com:
- El conjunt de regles que regeixen la convivència de les persones en societat.
- Norma o conjunt de normes que d'una banda atorguen drets o facultats i per l'altra, correlativament, estableixen o imposen obligacions.
- Conjunt de normes que regulen la conducta de les persones, amb l'objecte d'establir un ordenament just de convivència humana.

El dret subjectiu es pot dir que és:
- La facultat que té un subjecte per executar determinada conducta o abstenir-se d'ella, o per exigir d'un altre subjecte al compliment del seu deure.
- La facultat, la potestat o autorització que conforme a la norma jurídica té un subjecte enfront d'un altre o altres subjectes, ja sigui per desenvolupar la seva pròpia activitat o determinar la d'aquells.

Històricament, la norma jurídica neix com una imposició de qui exerceix el poder. Aquesta postura se suavitza en períodes històrics posteriors fins a arribar a sistemes, com l'occidental vigent, en el qual les lleis socials sorgeixen d'un poder legislatiu elegit pel poble.

## Origen
El dret no va ser una invenció de la nostra espècie els Homo sapiens sinó que ens hem de remuntar més anys enrere, amb els nostres avantpassats Homo heidelbergensis. Fa entre 350.000 i 450.000 que aquests van inventar el dret o si més no, un embrió del dret.
Per mantenir certa estabilitat els Homo heidelbergensis formaven grups d'entre vuit i vint persones, ja que si els grups fossin més grans, es crearien tensions i s'acabarien dividint. Tot i això, als grups d'aproximadament vint persones també hi havia gent que era expulsada, i no pas per la quantitat d'individus. El motiu era que alguns cops apareixien tensions i comportaments contraris als interessos del grup: robatoris, baralles, enveges. Són comportaments d'aquesta mena els que justificaven la marginació i l'exclusió del grup. Per tant, utilitzaven el dret per castigar aquestes actituds.

## A la vida quotidiana

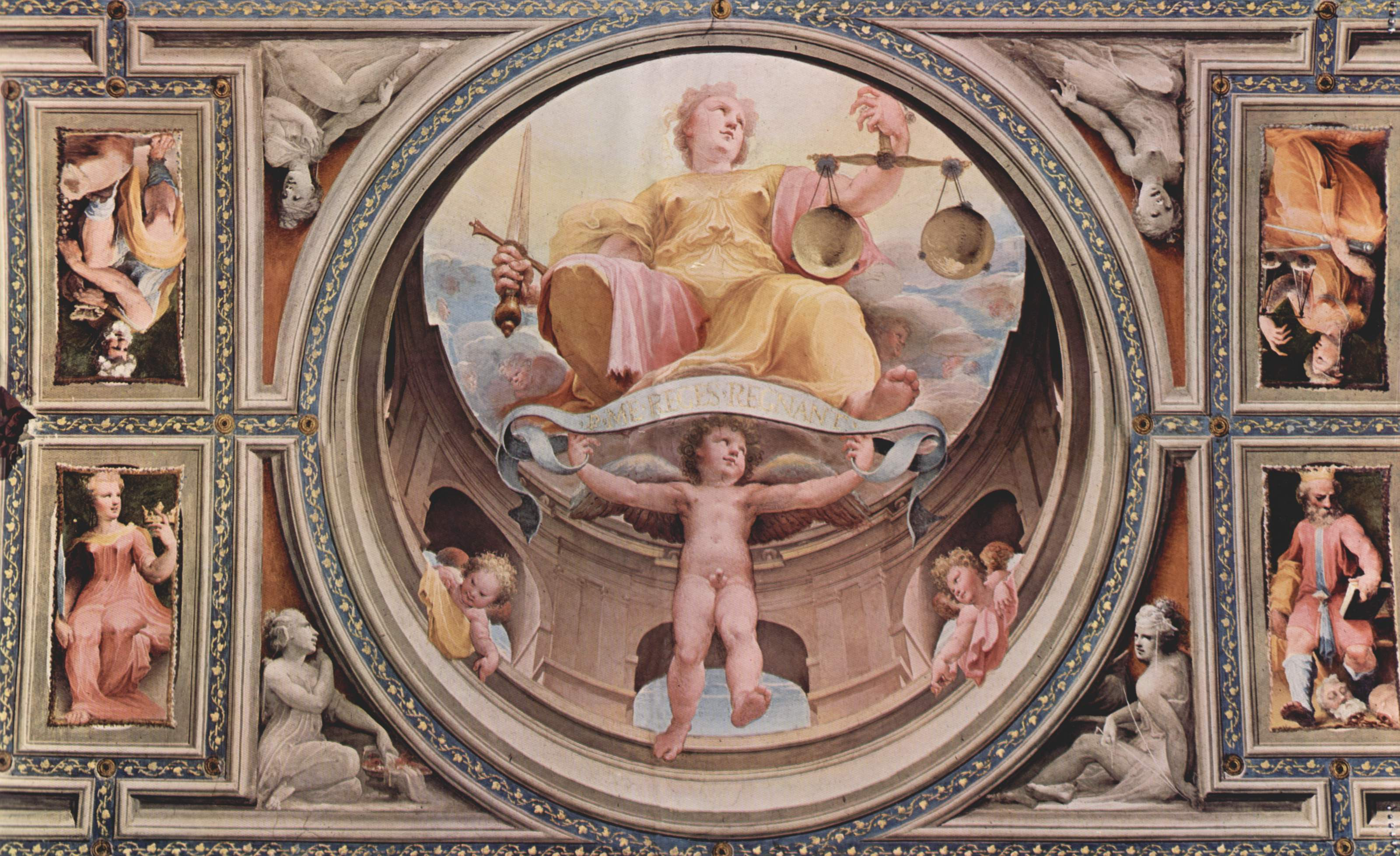
Al·legoria de la justícia

Des del moment del nostre naixement, totes les persones estem subjectes a l'aplicació del dret, ja que el simple fet del nostre naixement implica l'aplicació d'aquest, com és el de ser ciutadà de determinat país per haver nascut en aquest, la qual cosa ens atorga el dret a la ciutadania.
Hi ha multitud de situacions en què intervé el dret. Tenen transcendència jurídica actes tals com pujar a un autobús, comprar l'entrada al cinema, adquirir un diari. Davant aquests actes, podem exigir que l'autobús ens transporti a un lloc determinat, o que se'ns deixi entrar a la sala de projeccions per veure l'espectacle. Adquirim la propietat privada del diari i perdem la del diners que hem pagat per ell.
En altres casos, l'abast jurídic dels fets és encara més clar: ens prenen la cartera i anem a la policia per tal que s'iniciï una activitat dirigida a descobrir el culpable i se li imposi la pena corresponent; comprar un apartament a terminis sabent que contrèiem un deute, i que si no complim amb el nostre deure serem demandats davant els tribunals.
Si d'aquests exemples o de molts altres volem deduir quin és el seu significat jurídic, no serà difícil arribar a la següent conseqüència: en tots els casos exposats podem exigir d'altres una conducta determinada, o els altres ens la poden exigir a nosaltres. Però perquè això sigui possible, cal que existeixi un conjunt de normes o regles establertes, en virtut de les quals sorgeixi la possibilitat de reclamar o de quedar subjectes a una reclamació.
Si un individu pot exigir que se li lliuri el diari a canvi del seu preu, és perquè hi ha una regla o conjunt de regles que així ho disposen, com també preceptua que el venedor pugui exigir el pagament de la mercaderia. L'existència d'una regla o norma preestablerta és el que dona suport jurídic, a tots els fets i, d'aquesta manera ens posa en contacte amb el dret.

## Característiques
Una primera característica del dret és la bilateralitat, és a dir, que un subjecte diferent de l'afectat està facultat per exigir el compliment de la norma. Per això se li atorga la qualitat "imperatiu atribut" al dret.
- Imperatiu: Que imposa un deure de conducta. Per exemple: pagar impostos a l'estat.
- Atribut: Que faculta una persona diferent de l'obligat per exigir el compliment d'aquest imperatiu.

Una segona característica del dret és la seva heteronomia. Es caracteritza per ser autàrquic. en el sentit que l'individu pot discrepar del contingut de la norma, però li resulta irrellevant al dret si ell està d'acord o no, car les persones no se les han donat a si mateixes. El dret és establert per una altra, una autoritat, organisme o institució, anomenada en general legislador. Paral·lelament hi ha excepcions a aquesta heteronomia: el costum, l'acte jurídic i l'acte corporatiu.
Una tercera característica és l'alteritat del dret, aquesta idea implica que el dret i les normes jurídiques que el formen es refereixen sempre a la relació d'un individu per amb els altres. El dret vincula diferents persones i determina com ha de ser el seu comportament recíproc exterior. Per exemple en la relació jurídica de dret d'aliments entre el pare i un descendent (fill o net), enllaça amb aquests dos subjectes i els dona drets distints: el pare té el deure de donar aliments mitjançant la pensió alimentària (subjecte passiu o deutor) i els descendents tenen el dret que el seu pare els brindi els aliments necessaris (subjecte actiu o creditor).
Una darrera característica és la coercibilitat, que suposa la legítima possibilitat d'utilitzar la força socialment organitzada en cas d'exigir el compliment d'aquest o d'aplicar la sanció corresponent al violar el dret. La força socialment organitzada, per al dret, són les forces policials i de seguretat incloses en la Constitució i els tribunals de justícia. És important distingir entre coercibilitat i coacció; aquesta última és el fet materialitzat en si, el fet físic de la coercibilitat.
La coercibilitat; consisteix en la possibilitat legítima d'aplicar la força física en cas d'incompliment; coercibilitat és sinònim de coactiva. No s'ha de confondre amb la sanció, ja que tota norma porta aparellada una sanció per al cas del seu incompliment. Però tractant-se de les normes, aquesta sanció pot ser aplicada per la força. La coacció només es produirà quan no existeixi un compliment espontani de la norma, és a dir, en cas d'infracció. Això és perquè el dret es compleix en forma espontània, de tal manera que el dret és coercible però eventualment coactiu. Al seu torn, la coacció es divideix en tres classes:
- coacció jurídica pura: és aquella en què la norma es basta en si mateixa i obté el seu efecte sense concurs de cap voluntat d'altres, encara en contra de la nostra. Ex: la presumpció de dret és la que pots presentar prova en contra, la presumpció legal que es pot presentar proves en contra.

- coacció psicològica: consisteix a fer més costosa la situació d'incompliment, a través de mesures punitives o sancionadores. En breu, és actuar d'acord amb el dret per por a la sanció

- coacció física: consisteix a mecanisme de substitució. Aquí se substitueix el 1r obligat, rebel, per un altre que és el 2n obligat però complidor: el jutge, la forces policials i de seguretat, el funcionari judicial; a través d'accions combinades li sostreuen del degut al deutor i li ho passen al creditor.

## Contingut
Tradicionalment, el dret s'ha dividit en les categories de dret públic i de dret privat. Tanmateix aquesta divisió ha estat àmpliament criticada i en l'actualitat no té tanta força, davant l'aparició de parcel·les de l'ordenament jurídic en les quals les diferències entre el públic i el privat no són tan evidents. Un dels exponents d'aquesta confusió és el dret laboral, en el qual la relació privada entre treballador i empresari es troba fortament intervinguda per una normativa pública.

## Branques del dret i disciplines jurídiques
Dins del dret s'hi distingeixen grups de normes que, al referir-se a sectors individualitzats de la vida social i per sostenir-se en uns principis comuns i tenir una coherència interna es diferencien dels altres grups i formen les branques autònomes del dret. Cada part de la ciència jurídica dedicada a l'estudi d'aquestes branques forma les corresponents disciplines jurídiques com la ciència del dret internacional o el dret penal.
L'autonomia d'una branca del dret i també de la corresponent ciència jurídica és relativa. L'objecte i el mètode científic són uniformes i tant en doctrina com en pràctica hi ha influència mútua entre parts. Un procés d'especialització és necessari. No ho és tant però la parcel·lació en el camp del dret, ja que escurça la perspectiva del jurista i fomenta les diferències i també l'exageració de defensa aferrissada de l'autonomia.
Diferències pràctiques:
- Contracte entre particulars. Tribunals civils/legislació civil
- Contracte amb una de les parts ens públic. Té procediments especials i legislació administrativa pròpia.

### Dret públic i dret privat
- Dret públic. Existeix de l'exercici de poder de l'estat. Les regles van dirigides a regular l'organització i l'activitat de l'estat i també les relacions entre aquest i els particulars.
- Dret privat és aquell que regula les relacions entre particulars. L'estat però no hi actua com a forma amb poder. Pot establir això si relacions entre el particular i l'estat.

El dret públic es caracteritza pel fet que existeix desigualat entre parts: l'òrgan públic té imperium mentre que els particulars ocupen una posició d'inferioritat i subordinació. Al dret privat jurídicament tots intervenen com iguals i, per tant, hi ha coordinació.
Amb l'aparició del liberalisme el dret públic delimita la seva acció a l'estat. La crisi del liberalisme fa que la barrera cada cop sigui més difosa i perdi tota essència ideològica. La divisió es manté avui. Cada cop hi ha tendència a la invasió del dret públic a la vida social. En l'àmbit econòmic es reflecteix en la presència d'empreses privades amb participació pública.

### Dret internacional
El centre d'atenció del dret públic internacional és l'organització i l'acció de l'estat en les diverses manifestacions. El dret extern és aquell que es refereix a l'estat com a membre d'una comunitat internacional, les relacions entre estats.
Sovint la relació entre el dret internacional i les lleis estatals és contradictòria si no oposada. Els tribunals dels estats avui apliquen la legislació internacional quan la llei ho requereix. El dret internacional tampoc no està en tot cas subordinat a l'intern. De fet l'aplicació del dret nacional com a justificació d'una conducta il·lícita en un tribunal internacional tampoc no serviria.
Cal dir que avui es troben dualitats de sistemes. Alguns països com el Regne Unit però incorporen el dret internacional com a propi sense perdre la sobirania amb la primacia del dret propi tot i que no disposen com molts altres països d'una constitució pròpia.
Les relacions entre particulars de diferents països comporta el dret internacional privat. La política legislativa de cada estat determina els casos en què són els seus tribunals el que regulen i quan i en quina mesura s'aplica el dret internacional. Aquest tipus de dret és intern puix cada estat l'aplica seguin llurs criteris.
Les normes de cada estat destinades a regular els tribunals són normes de dret públic, les relacions sobre en l'últim terme recauran els efectes de l'aplicació d'aquestes són de dret privat.

### Dret polític
El dret intern, el sistema jurídic de cada estat, compren tant el dret públic com el dret privat. Dins del primer àmbit cal destacar el conjunt de normes que regulen l'organització i el funcionament de poder: els elements bàsics de la vida política. Aquestes normes i la branca del dret dedicada al seu estudi formen el dret polític.
El dret polític inclou l'estudi del conjunt de temes que tenen relació amb el concepte, l'organització i el funcionament de l'estat. Sovint la sociologia política, la història constitucional i fins i tot la filosofia política són estudiades sota la denominació de dret polític. Cal distingir doncs el conglomerat paraigua que té, amb el que és estrictament de l'àmbit jurídic. En l'antic règim sovint se substitueix per l'"estat constitucional". La Constitució la llei suprema és essencial en el dret constitucional. També ho són d'altres com ara els estatuts d'autonomia. Matèries regulades en la Constitució espanyola:
- Drets i deures bàsics dels ciutadans
- Funcionament dels poders de l'estat.

En els estats de democràcia liberal s'inclou la separació de poders. I en els estats federals o amb autonomia política s'hi inclou també les normes bàsiques relatives a la distribució de competències entre poder central i subunitats.
La Constitució a més descriu el funcionament d'un règim polític, al que se l'anomena estat constitucional. No s'ha de confondre l'existència de la llei fonamental de l'estat amb l'existència d'un règim constitucional (dictadures≈Constitució≠≠règim constitucional) (Gran Bretanya ≠constitució escrita≈règim constitucional).
És lògic que el dret constitucional s'inclogui dins del dret polític. I de fet aquest és el punt de convergència entre la ciència política i el dret. Sovint en els estudis de la Constitució cal tenir present la realitat política, realitat però que no s'ha de confondre amb el mètode jurídic.

### Dret administratiu
L'activitat desplegada per un estat per tal d'aconseguir els seus fins és l'administració i també ho són els seus òrgans creats per a l'execució.
La necessitat de disposar per part de l'administració d'un marge de llibertat d'acció i també garantir la seguretat ciutadana respecte a l'acció de l'administració impulsa el sorgiment del conjunt de normes del dret administratiu.
El risc que corre aquesta tipologia de dret és l'arbitrarietat:
- Submissió de l'administració a la llei (primacia legislativa ≈ poder executiu).
- Adequació entre l'exercici del poder i la finalitat ≈ marge de què disposa l'administració per actuar amb eficàcia (no s'ha d'ampliar a l'actuació per "caprici" per evitar una desviació del poder).

Els tribunals de justícia mitjançant contenciosos administratius vetllen per les decisions.

#### Dret administratiu i estat de dret: tendències
El dret administratiu com a control jurídic de l'administració va lligat a l'estat de dret. L'administració realitza una activitat "configuradora" de l'ordre social. No tan sols és protectora d'un ordre establert sinó que compleix la labor de prestació de servei al ciutadà qui cada cop en té més dependència. La propietat figura del dret privat ve regulada fortament per l'administració. El dret administratiu és l'instrument de penetració del dret privat pel públic.

### Dret penal
Instrument de l'estat per a garantir un ordre jurídic en què es castiguen diversos conflictes amb penes criminals (sancions). L'estat és responsable d'assegurar què és i què no és delicte. L'estat també protegeix a la col·lectivitat mitjançant la submissió dels "perilloses" a mesures estrictes de seguretat.
El conjunt de normes, els delictes i les penes i també les mesures de seguretat formen part del dret penal. És d'importància notòria pels ciutadans. El dret penal té dos principis bàsics:
- La primacia de la seguretat jurídica.
- Criteri de moderació de penes: exclou les penes bàrbares com l'aplicació de patiments innecessaris. Només es pot castigar segons normativa vigent.
- La criminologia (biologia i sociologia criminal), la penologia (estudi de les penes)o l'estadística criminal (recopilació de dades numèriques sobre crims) i també la crimalística i la política criminal són mètodes relacionats d'alguna manera amb el dret penal.

### Dret processal
És l'aplicació del dret en casos concrets, competència delegada a l'Estat. Un dels pilars centrals és l'existència de tribunals independents sotmesos només a la llei que no puguin rebre ordres. L'actuació del tribunals davant una reclamació i la conducta de les seves parts comporta també les normes prefixades del dret processal. Hi ha dues formes bàsiques de procés: el procés civil i el penal:
- Procés civil. Es dedica a resoldre litigis que sorgeixen en l'aplicació de normes de dret privat. L'estat està al marge i el jutge ha de decidir sobre el que aporten les parts. Avui dia és comú la iniciativa dels tribunals en aquest àmbit, tot i que queda al marge as particulars en la decisió i la defensa de llurs interessos.
- Procés penal: es considera que el delicte produeix dany a la societat, i per això l'òrgan judicial es considera ferit i emprèn una acció judicial per investigar i impartir justícia encara que els afectats s'hi neguin. El ministeri fiscal és el representant de l'estat. Sempre es basa en la presumpció d'innocència.

### Dret civil
Mentre que el dret públic quedava relegat a unes poques funcions acotades, el dret privat incloïa totes les relacions entre particulars. El dret civil és el dret privat per excel·lència. Regula les relacions entre particulars. El dret civil es caracteritza per:
- Ser el dret privat de caràcter general aplicable totes les banques del dret privat.
- Un dret de caràcter general que inclou tot allò que no li han sostret les altres branques del dret privat.

És el reflex de l'amplitud de la societat. Sostingut en els principis d'igualtat i llibertat dels ciutadans alhora de disposar de béns i negociar lliurement. Les tres institucions bàsiques són:
- Propietat privada
- Contracte
- Testament

Serveix com a mitjà per tal d'aconseguir les finalitats desitjades. Moltes normes gaudeixen de caràcter imperatiu reflectint l'ordre públic, els interessos socials.
La modificació d'idees ha fet grans canvis en el dret civil.
Sovint el dret civil es considera obsolet, residual i mort; és cert però que és necessari un dret que vetlli per les afectacions entre particulars.

### Dret mercantil o comercial
És tan sols aplicable a un sector de les relacions jurídiques. Facilita la circulació de béns entre productors i consumidors. Procedeix de la necessitat de normes pròpies i específiques pel comerç.
A més del comerç s'expandeix al món dels negocis. La rapidesa i la seguretat són les qualitats bàsiques exigibles en aquesta tipologia jurídica. Regula les anomenades "actes de comerç", operacions (no té per què desenvolupar-les un comercial pot ser una persona). Se centra en el concepte de l'empresa mercantil. El desenvolupament del capitalisme fa que creixi notablement. Les societats, el desbordament de les fronteres… són qüestions de les quals ha de tractar.
És més dinàmic i canviant contraposant-ho al civil. Ambdós es complementen per bé que és necessària una autonomia entre ambdues branques.

### Dret laboral
És una branca ja consolidada reflex de l'adaptació de la disciplina del dret a les noves circumstàncies. Ve donada per la prestació de serveis per compte aliena. La innegable desigualtat entre treballadors i empresaris i també la impossible negociació individual amb el patró durant la revolució industrial van provocar el naixement i consolidació d'aquesta branca.
El contracte de serveis dona lloc al "contracte de treball". El treball per compte aliena i la seva legislació espacial van acabar de perfilar les característiques del dret.

### Altres branques del dret
- El dret hipotecari: Derivat de la hipoteca i també del Registre de la propietat.
- El dret marítim, aeronàutic, miner i agrari

Són difícils de reconèixer per la utilització dels dret civil, mercantil i administratiu i pel fet que no segueixen mètodes ni trames pròpies. L'única funció és estudiar un sector concret de l'activitat social, i és precisament per això que molts juristes no els atorguen branques pròpies.
- El dret financer

Normes relatives a l'obtenció d'ingressos per a administracions i la seva aplicació en les despeses.

## Dret canònic
No és ni intern –no és de l'estat- ni extern –no tracte de res internacional-. És una varietat del dret no-estatal.
És el dret que fa referència a l'església catòlica en el sentit de comunitat cristiana. Tracta sobre el conjunt de normes de l'església pell govern de la societat creient. (No s'ha de confondre amb les regles morals o religioses).
- dret canònic+dret romà= dret comú→regia la cristiandat d'occident.

Cal dir quer certes parts del dret canònic són utilitzades per l'estat (com ara el concepte de matrimoni).
El dret eclesiàstic és el que regula les relacions entre l'estat i la institució eclesiàstica.

## Disciplines jurídiques que no tenen per objecte un dret vigent

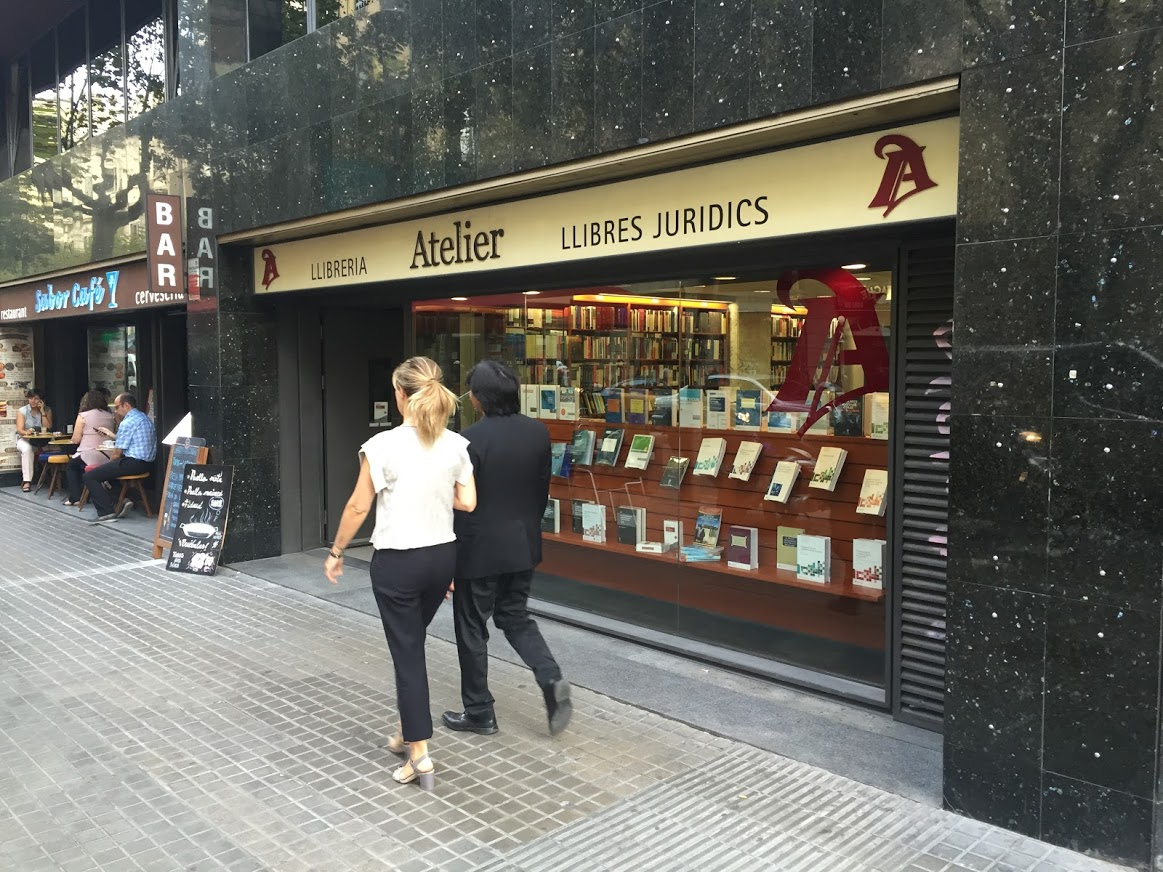
Llibreria Jurídica a Barcelona

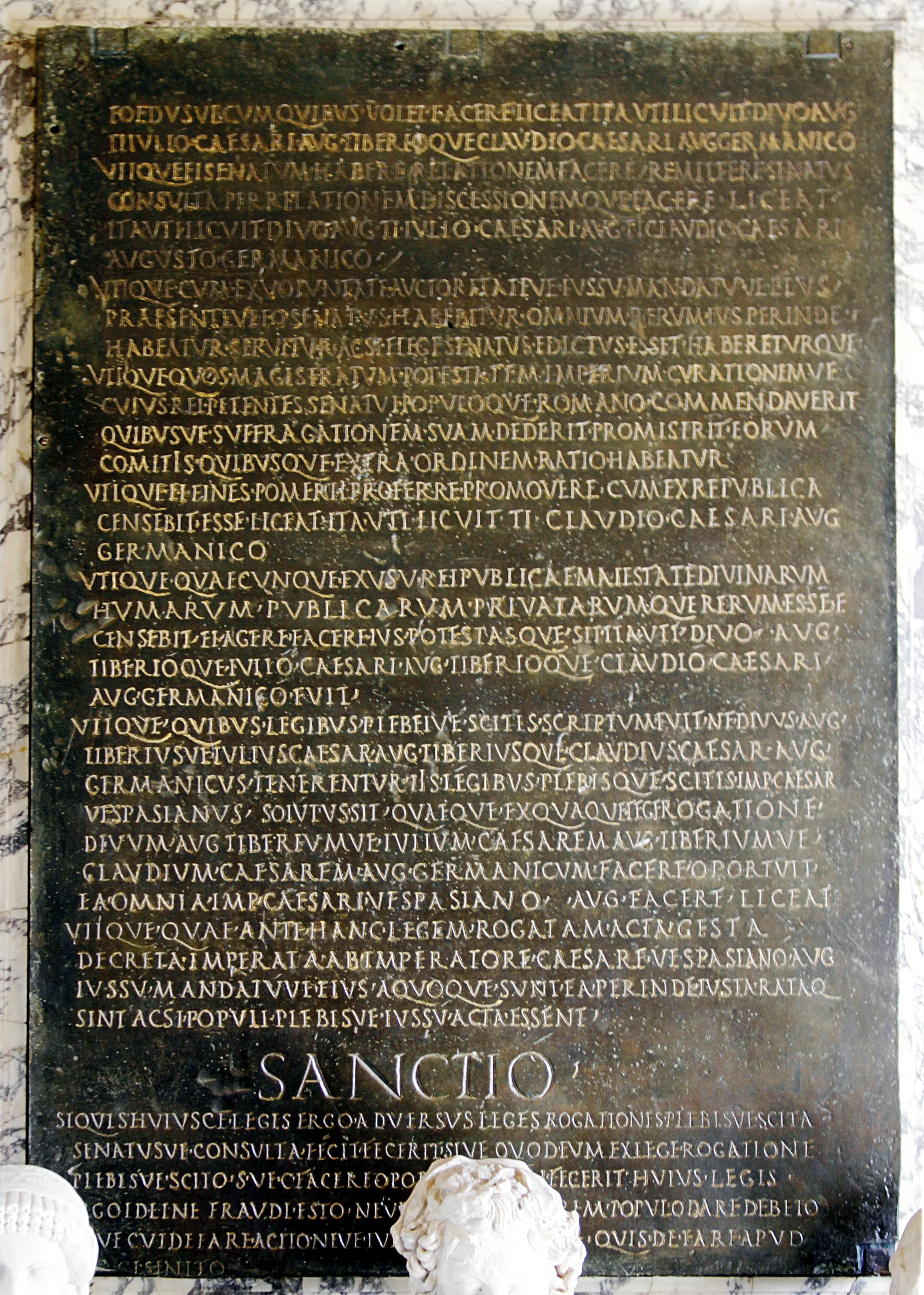
Lex De Imperio Vespasiani. Palazzo Nuovo. Musei Capitolini. Roma.

Tenen com a objectiu ampliar l'espai i el temps del coneixement del dret o servir de base per l'estudi del dret positiu.

### Dret romà
És el conjunt de normes jurídiques per les quals es va regir el poble de Roma tota la seva història.
El seu estudi és fonamental per la formació del jurista. Cal citar també el dret grecoromà, que és el dret romà d'Orient, desenvolupat a partir del dret romà en territori grec.

### Història jurídica
L'objectiu és l'estudi de l'evolució del sistema al llarg dels temps. Requereix unir la formació d'un jurista més la d'un historiador. Hi distingim dos grans àmbits d'interès:

### Història del dret nacional
Cal analitzar l'evolució del dret, els elements constitutius i les transformacions de les institucions d'un territori des d'una perspectiva històrica.

### Dret comparat
Té com a missió formar al jurista més enllà de la legislació del seu propi país. Una de les finalitats principals és la teòrica. També pot servir com a base per a la unificació de drets de diverses països en certs àmbits. Té un propi objecte –comparació dels diversos tipus de dret actual-. També té un mètode propi: la comparació. D'aquí la seva utilitat i importància. Un dels problemes que ha d'afrontar aquesta tipologia jurídica és la manca d'autonomia en l'ensenyament d'aquest avui.

### Sociologia del dret: les ciències socials
És l'encarregada d'analitzar l'afectació de l'aplicació del dret a la realitat social. No s'ha de confondre en l'opinió i interpretació del dret per part dels sociòlegs. Un jurista ha de tenir nocions bàsiques de Ciència política i economia, tot i que no les pot dominar completament. Amb coneixements bàsics però tindrà l'actitud per captar la dimensió sociològica i gaudirà d'un domini dels mètodes bàsics.

## La filosofia del dret
Avui no existeix unànimement una opinió acceptada sobre l'àmbit que comprèn. El jurista ha de filosofar en els fonaments i en el sentit de la seva forma de conèixer i manera d'actuar.
És una errada valorar la filosofia del dret com quelcom extern. La filosofia no ajudarà pas a prendre decisions en l'àmbit del dret però si que farà que els juristes tinguin consciència no només de dret general sinó també del significat per a les persones i la societat de cada una de les institucions que componen el dret.

### Definicions notables

#### Juli Paule
| «                               | Ius pluribus modis dicitur. Uno modo, quum id, quod semper aequum ac bonum est, ius dicitur, ut est ius naturale; altero modo, quod omnibus aut pluribus in quaque civitate utile est, ut est ius civile; nec minus ius recte appellatur in civitate nostra ius honorarium. | » |
| — Paulus libro XIV. ad Sabinum. | |   |

#### Tomàs d'Aquino
Els seus arguments sobre els conceptes de “ius”, “lex” i “justitia” no són fàcils de resumir. Tomàs no va donar una definició curta del “dret” (sota les consideracions del present article). Sí que va recordar la definició d'Isidor de Sevilla i la va contradir. Per a més informació vegeu les referències adjuntes.

#### Thomas Hobbes
| « | ... Non igitur absurdum neque reprehendendum neque contra rectam rationem est, si quis omnem operam det, ut a morte et doloribus proprium corpus et membra defendat conservetque. Quod autem contra rectam rationem non est, id juste et jure factum omnes dicunt. | » |
| — Així no és gens absurd ni reprotxable, ni contrari a la recta raó, si algú dedica tot el seu afany a defensar el propi cos i els seus membres de la mort i del dolor, i a conservar-lo. I tothom diu que el que no va contra la recta raó està fet justament i amb dret. El terme dret no significa altra cosa que la llibertat que tota persona té per a usar les seves facultats segons la recta raó., Thomas Hobbes. “De cive. Libertas. Caput I. | |   |

## El dret a Catalunya

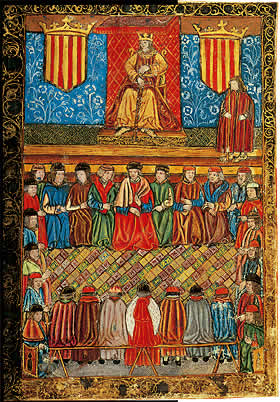
Les Corts Catalanes segons una miniatura d'un incunable del

El dret català inicia el seu recorregut històric amb el Liber Iudiciorum, una compilació del dret romà vigent a Hispània duta a terme al segle vii per ordre del rei visigot Recesvint.
El dret català actual es fonamenta en els drets històrics que el Principat de Catalunya va tenir en els temps de la Corona d'Aragó i es veuen plasmats en el Pacte de Tortosa (1869) i les reclamacions del Memorial de Greuges (1885), les Bases de Manresa (1892) i els darrers Estatuts d'autonomia.